# Permi nemzetközi repülőtér
A Permi nemzetközi repülőtér (IATA: PEE, ICAO: USPP) (orosz nyelven: Международный аэропорт Пермь) nemzetközi repülőtér Oroszországban, amely Perm közelében található. Éves utasforgalma 1 519 617 fő (2018).

## Futópályák
A repülőtér futópályái:
- 03/21

## Forgalom
Az utasforgalom az elmúlt években az alábbi módon változott:
| Utasok száma | 681 411 | 569 993 | 747 016 | 874 889 | 99 405 | 1 319 253 | 1 288 368 | 1 124 493 | 1 338 373 | 1 519 617 |
|              | 2008    | 2009    | 2010    | 2011    | 2012   | 2014      | 2015      | 2016      | 2017      | 2018      |